# 京丹後市立図書館

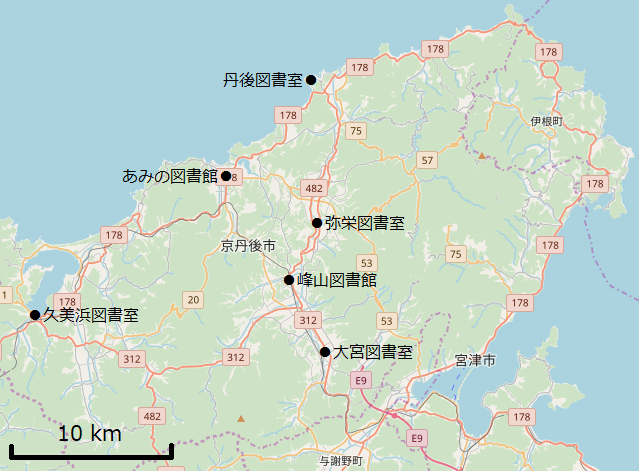
京丹後市にある図書館・図書室の位置

京丹後市立図書館（きょうたんごしりつとしょかん）は、京都府京丹後市にある公共図書館の総称。
峰山町にある京丹後市立峰山図書館、網野町にある京丹後市立あみの図書館、大宮町にある京丹後市立大宮図書室、弥栄町にある京丹後市立弥栄図書室、丹後町にある京丹後市立丹後図書室、久美浜町にある京丹後市立久美浜図書室の2館4室からなる。峰山図書館とあみの図書館の双方が本館の役割を有しており、峰山図書館の分室として大宮図書室と弥栄図書室が、あみの図書館の分室として丹後図書室と久美浜図書室がある。

## 沿革
- 2004年（平成16年）4月1日 - 中郡峰山町・大宮町・竹野郡網野町・丹後町・弥栄町・熊野郡久美浜町の6町が合併して京丹後市が発足。
- 2008年（平成20年）7月 - 図書館システムの統合が完了[3]。
- 2018年（平成30年）2月 - 市図書館協議会が、面積などに課題がある峰山・大宮・弥栄の3館の統合整備と、丹後・久美浜の分館機能の維持及び整備を京丹後市に答申[4]。
- 2019年（令和元年）8月 - 久美浜図書室が、1ヶ月の休室の後、京丹後市久美浜庁舎1階に移転。
- 2020年（令和2年）10月 - 丹後図書室が、2月に京丹後市丹後庁舎1階に仮設移転の後、同3階に移転[5]。

## 特色

### 相互利用
京丹後市・福知山市・舞鶴市・綾部市・宮津市・伊根町・与謝野町によって構成される京都府北部地域連携都市圏（京都府北部7市町）は図書館の相互利用を進めており、2018年（平成30年）4月からこれらの市町の在住者はどこの図書館でも利用者登録が可能である。また、京丹後市は兵庫県豊岡市と図書館相互利用に関する協定を締結しており、同じ2018年4月から両市の在住者はそれぞれの図書館（京丹後市立図書館と豊岡市立図書館）で利用者登録が可能である。

## 各館

### 峰山図書館
歴史

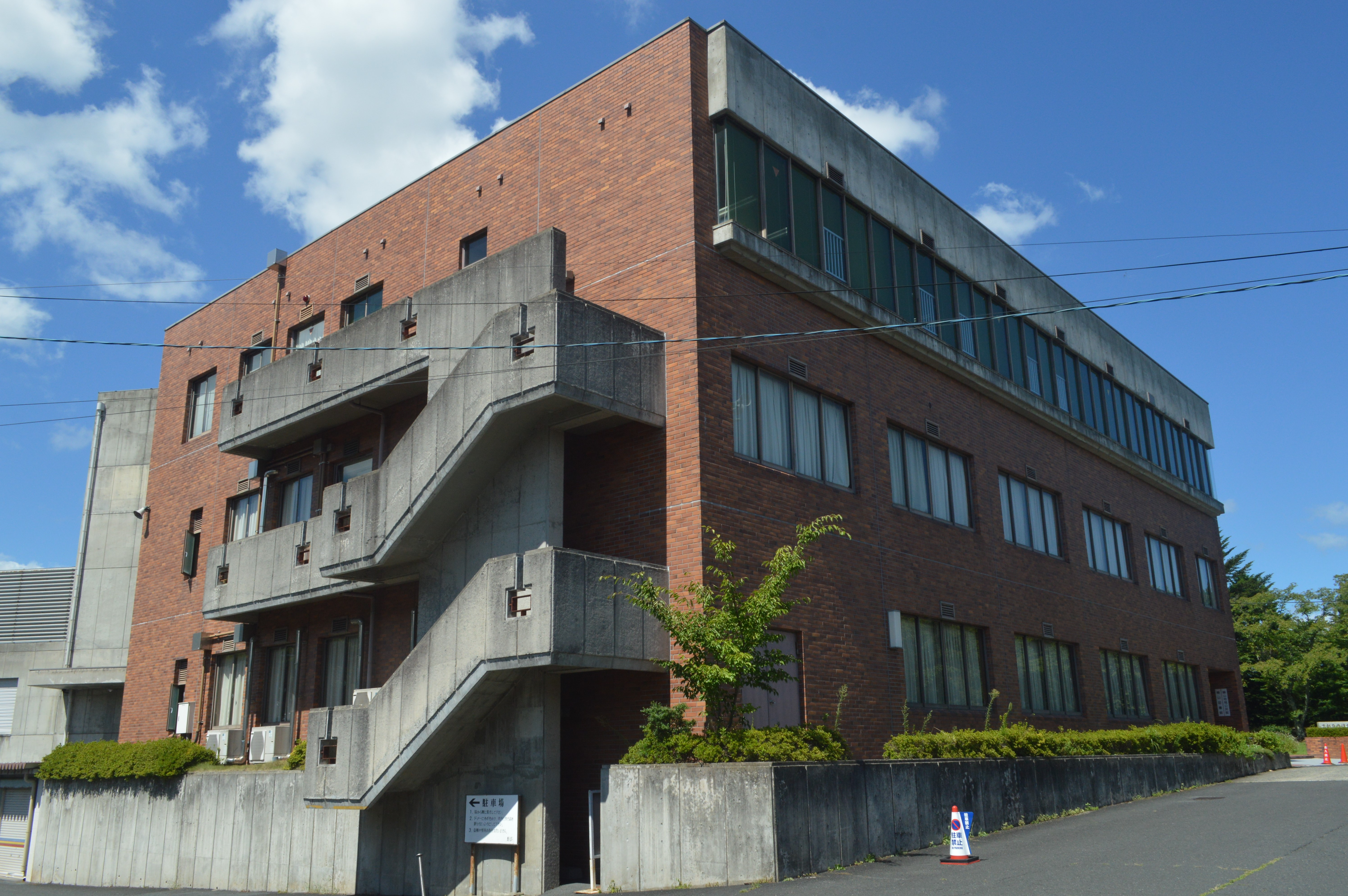
峰山図書館（3階）がある京丹後市峰山地域公民館

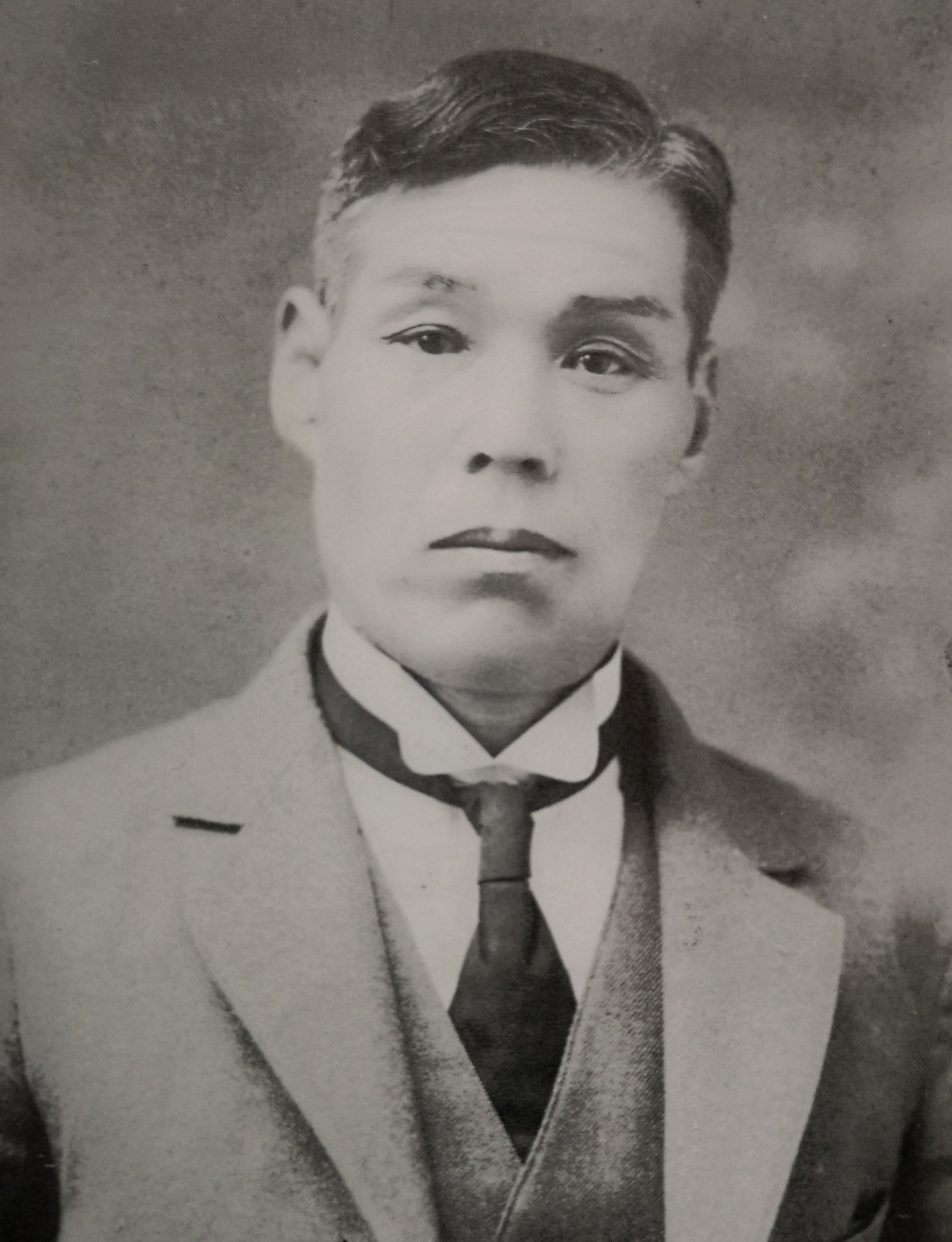
永浜宇平（1880年生-1941年没））

1952年（昭和27年）2月1日、中郡峰山町の峰山町役場内に峰山町立図書館が開館した。1955年（昭和30年）2月1日、峰山町立図書館は丹後震災記念館の2階に移転した。同年3月7日には峰山町立図書館条例および同規則を公布施行し、峰山町立図書館は図書館法における図書館となった。
1980年（昭和55年）5月1日、峰山町立図書館が峰山町中央公民館の3階に移転した。隣接地には京都府丹後文化会館もあり、開館時には「北丹最大の文化ゾーン」と称されている。1991年（平成3年）8月3日には開館40周年記念行事を行い、40周年を機に移動図書館車を購入した。1999年（平成11年）7月8日にはコンピュータを導入したり館内を改装するなどしてリニューアルオープンした。2004年（平成16年）4月1日、京丹後市の発足に伴って京丹後市立峰山図書館に改称した。
特色
建物は京都府丹後文化会館に隣接している。丹後の歴史や北丹後地震に関連する資料を多数所蔵している。読み聞かせなど子どもの読書を推進している。
郷土資料・永浜文庫
中郡三重村出身の郷土史家である永浜宇平が収集した資料114点を永浜文庫コレクションとして所蔵し、『三重郷土志』、『丹後資料叢書』、『丹後郷土史料集』などがある。郷土資料は1947年（昭和22年）に永浜文庫として登録されたこれら書籍群のほか、宇平が晩年に編纂した『峰山町誌』直筆原稿や町誌編纂のために収集された史料、震災関連資料の一群に含まれる宇平直筆の地図や宇平に宛てて寄贈された抜刷群、その他蔵書登録されずに郷土資料室内に散在する資料群の4群で構成されている。
基本情報
- 所在地 - 〒627-0012 京都府京丹後市峰山町杉谷1030番地 峰山地域公民館3階
- アクセス - 京都丹後鉄道宮豊線峰山駅から徒歩5分。
- 開館時間 - 火曜日～日曜日は10時00分～18時00分（水曜日は19時00分まで）、祝日は10時00分～18時00分
- 休館日 - 月曜日
- 所蔵点数 - 80,062点（2019年3月31日時点）
- 延床面積 - 565.27平方メートル

### あみの図書館
歴史

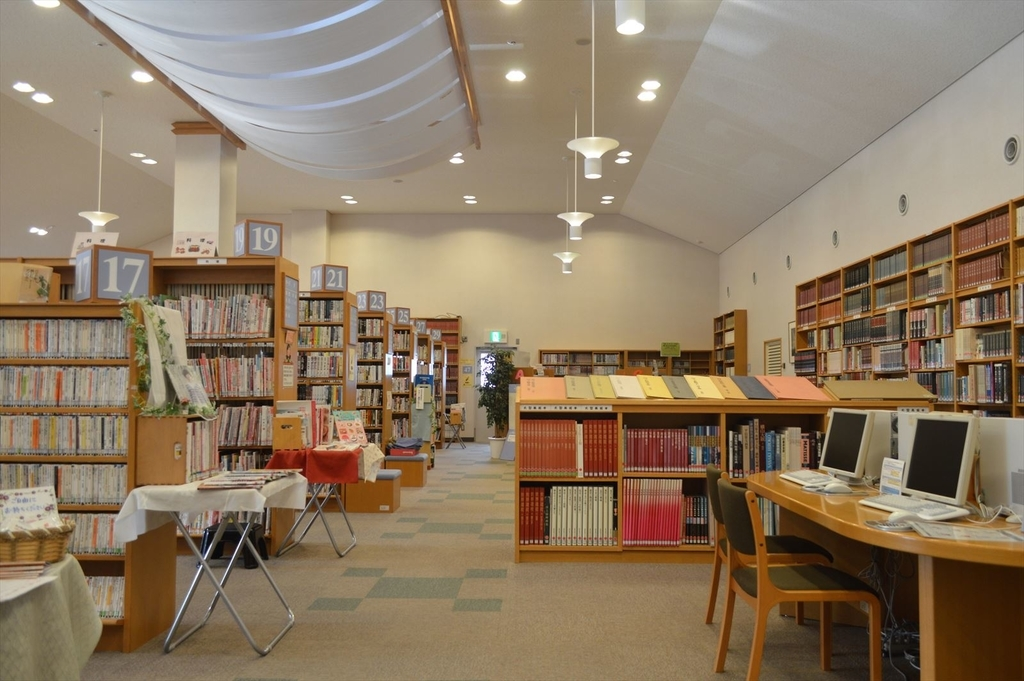
あみの図書館

公共の図書施設がない時代の網野町では草の根の図書館運動が起こり、1988年（昭和63年）8月20日には旧丹工網野事務所に私設図書室「本の国体」が開館した。
1992年（平成4年）2月2日、竹野郡網野町に網野町生涯学習センター図書室が開室した。織物会社の職員寮跡地を利用している。網野町では初となる公共の図書施設であり、開館時の一般書の蔵書数は約4000冊だった。2000年時点で約2万冊という蔵書数の少なさなどが課題であり、本格的な図書館の建設を求める声が強かった。
2002年（平成14年）7月、網野町立あみの図書館が開館した。北丹6町では峰山町に次いで2番目の公共図書館であり、収容可能蔵書数は北丹6町で最大規模。2004年（平成16年）4月1日、京丹後市の発足に伴って京丹後市立あみの図書館に改称した。
特色
網野町の地場産業である丹後ちりめんを内装に用いている。AV資料やインターネットの閲覧コーナーがある。
基本情報
- 所在地 - 〒629-3101 京都府京丹後市網野町網野385番地の1 ら・ぽーと2階
- アクセス - 京都丹後鉄道宮豊線網野駅から徒歩20分。
- 開館時間 - 火曜日～日曜日は10時00分～18時00分（水曜日は19時00分まで）、祝日は10時00分～18時00分
- 休館日 - 月曜日
- 所蔵点数 - 106,240点（2019年3月31日現在）
- 延床面積 - 1,141.63平方メートル

### 大宮図書室
歴史

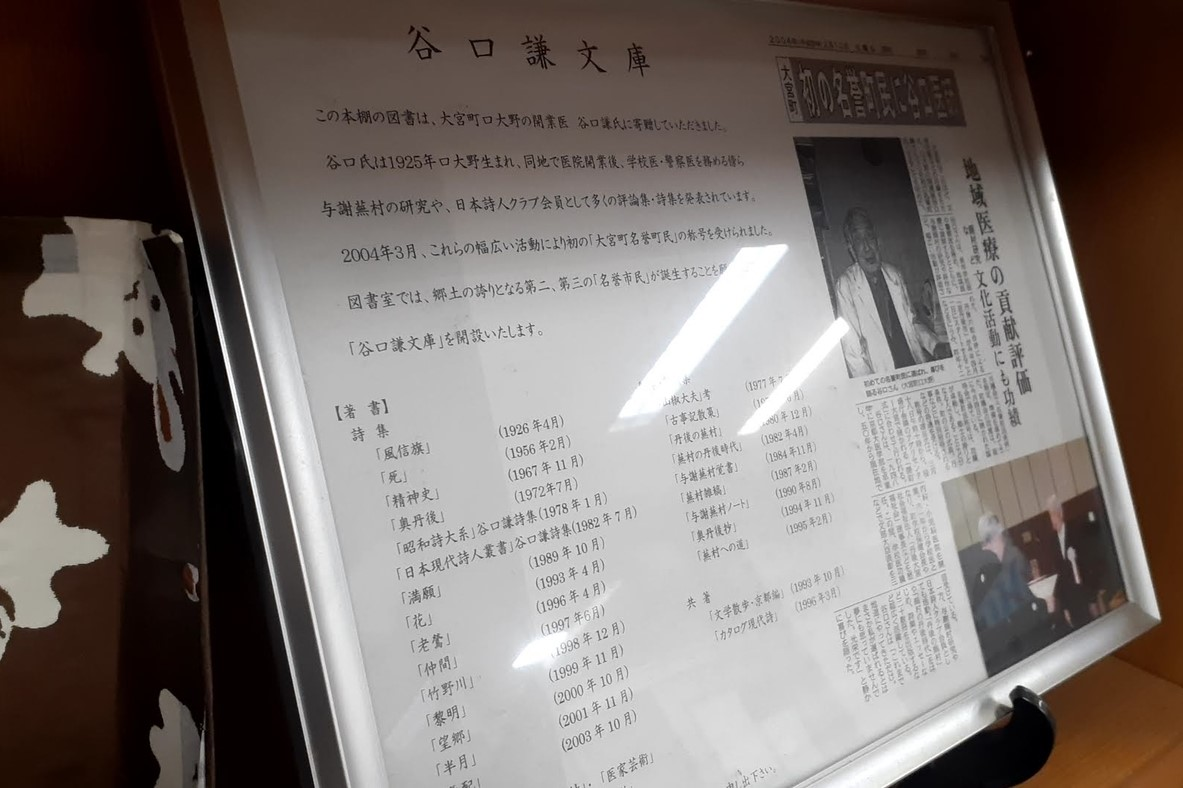
大宮図書室にある谷口謙文庫

1961年（昭和36年）4月、中郡大宮町に大宮町中央公民館図書室が開室。
1997年（平成9年）4月、大宮町中央公民館図書室がアグリセンター大宮に移転した。2004年（平成16年）4月1日、京丹後市の発足に伴って京丹後市立大宮図書室に改称した。
特色
毎月第1・第3土曜日にはボランティアグループによる読み聞かせがある。
平井嘉一郎文庫
ニチコン社長を務めた平井嘉一郎は大宮町善王寺の生まれである。2009年（平成21年）11月3日には平井嘉一郎財団からの寄付により、約700冊の平井嘉一郎文庫を設置した。嘉一郎は生前から子育て支援活動を行っており、遺志を受けた遺族の寄付によって設置されたものである。少子化対策の一環として、未来を担う子どもの役に立つことを願ったものであるという。平井嘉一郎財団からはその後も毎年寄付を受けており、2019年（平成31年）1月時点で寄付金を基にした購入冊数は2,730冊に上る。
谷口謙文庫
谷口謙は大宮町口大野の生まれで、京都大学医学部卒業後の1950年（昭和25年）に口大野に谷口医院を開業した。1961年（昭和36年）には学校医となり、大宮町学校保健会長や社会福祉法人丹後大宮福祉会理事長などを歴任した。大宮町における地域医療の傍らで、与謝蕪村の研究や詩人としての活動を行った。2004年（平成16年）3月に大宮町名誉町民（第1号）に推挙されており、京丹後市発足後には京丹後市名誉市民となっている。大宮図書室には谷口謙から寄贈された詩集などの図書による谷口謙文庫がある。
基本情報
- 所在地 - 〒629-2501 京都府京丹後市大宮町口大野228番地の1 アグリセンター大宮1階
- アクセス - 京都丹後鉄道宮豊線京丹後大宮駅から徒歩10分。
- 開館時間 - 火曜日～日曜日は10時00分～18時00分、祝日は10時00分～18時00分
- 休館日 - 月曜日
- 所蔵点数 - 35,693点（2019年3月31日現在）
- 延床面積 - 129.8平方メートル

### 弥栄図書室
歴史

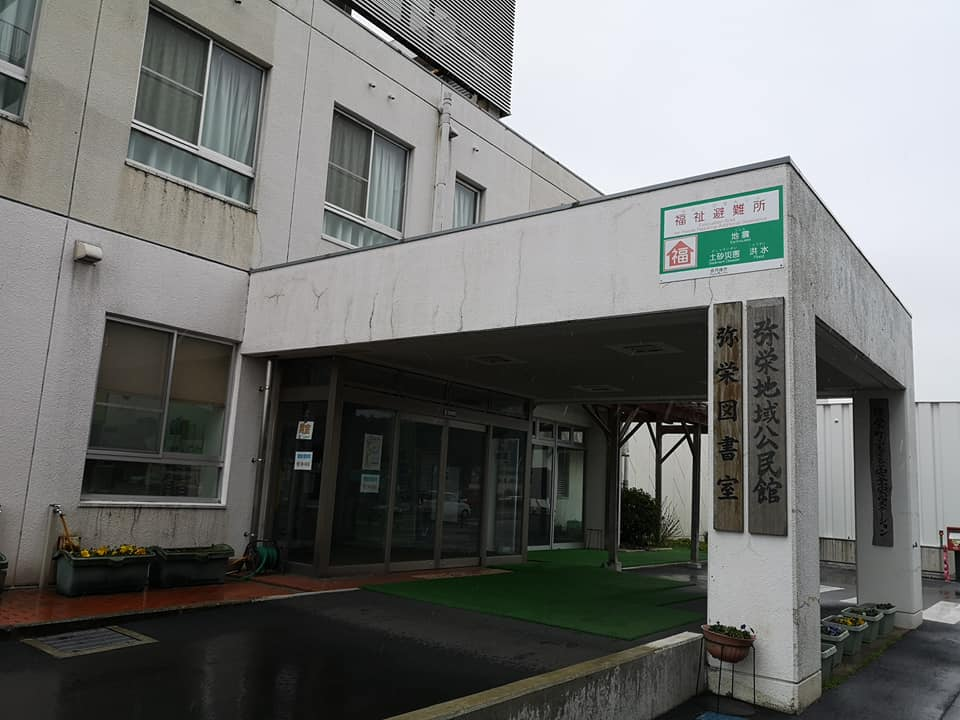
弥栄図書室（1階）がある京丹後市弥栄地域公民館

1953年（昭和28年）5月、竹野郡弥栄町に弥栄町公民館図書室が開室した。
1980年（昭和55年）4月には弥栄町公民館を建替え、改めて弥栄町公民館図書室が開室した。2004年（平成16年）4月1日、京丹後市の発足に伴って京丹後市立弥栄図書室に改称した。
特色
毎月第3木曜日には乳幼児対象のおはなし会を開催しており、第3土曜日には児童対象の読み聞かせ会を開催している。
基本情報
- 所在地 - 〒627-0111 京都府京丹後市弥栄町溝谷3443番地の2 弥栄地域公民館1階
- アクセス - 京都丹後鉄道宮豊線峰山駅から車で10分。
- 開館時間 - 火曜日～日曜日は10時00分～18時00分、祝日は10時00分～18時00分
- 休館日 - 月曜日
- 所蔵点数 - 27,165点（2019年3月31日現在）
- 延床面積 - 93.6平方メートル

### 丹後図書室
歴史

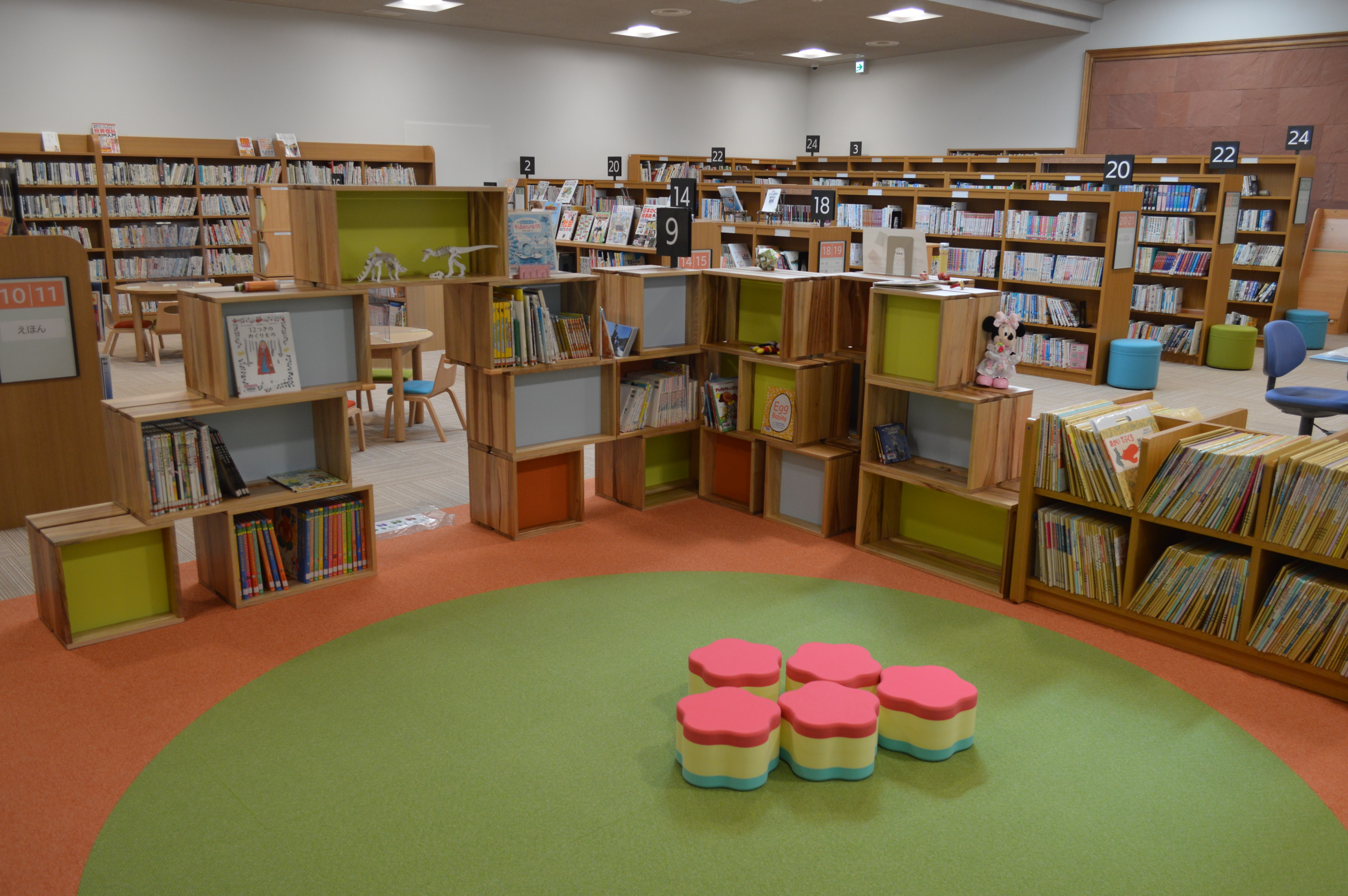
丹後図書室

1954年（昭和29年）、竹野郡間人町の間人町公民館に間人町図書室が開室。1955年（昭和30年）2月には間人町などの合併によって丹後町が発足し、間人町図書室が丹後町図書室に改称した。
1977年（昭和52年）5月には丹後町中央公民館が竣工し、丹後町中央公民館図書室が開室した。2004年（平成16年）4月1日、京丹後市の発足に伴って京丹後市立丹後図書室に改称した。京丹後市丹後中央公民館の老朽化が進行したことで、2019年（平成31年）2月2日には京丹後市丹後庁舎1階に丹後図書室が仮移転した。
2020年（令和2年）10月30日、丹後庁舎3階に丹後図書室が移転開館した。「海のみえる図書室」をキャッチフレーズとする。510平方メートルという床面積は丹後地域公民館時代の5倍以上となり、新たにおはなしのへやを設けるなど設備を充実させた。移転を記念して網野町出身の絵本作家である梅田俊作の原画展が開催された。
特色
閲覧席35席のうち21席が窓際に配置され、山陰海岸ジオパークに認定される日本海や立岩の景観を眺めることができる。展示棚には絵本の原画などを飾っており自由にお絵描きができるガラス窓、積み木を模した絵本棚などもある。
豊淑文庫
毎日新聞西部本社代表を務めた藤原勘治からの寄贈や寄付に基づく豊淑文庫がある。藤原勘治は間人の出身で、幼少期に父から辞典を買ってもらって手にした時の感動は忘れないと語り、郷土の青少年の読書に寄与した。豊淑文庫は藤原の父母・豊蔵と淑（よし）の名に由来し、間人町時代に設立された。その後藤原は1970年（昭和45年）に父母の法要のために帰郷した折にふたたび図書費として当時の丹後町に100万円を寄付し、間人小学校及び間人中学校にも豊淑文庫が設置された。藤原勘治は1972年（昭和47年）に77歳で没したが、遺志を継いだ子の藤原新一郎により2010年（平成22年）にも寄付による整備が行われた。
基本情報
- 所在地 - 〒627-0201 京都府京丹後市丹後町間人1780番地 京丹後市丹後庁舎3階
- アクセス - 京都丹後鉄道宮豊線峰山駅から車で25分、または網野駅から車で20分。
- 開館時間 - 火曜日～金曜日は10時00分～18時00分、土日祝日は10時00分～18時00分
- 休館日 - 月曜日
- 所蔵点数 - 約22,000点（2020年10月30日現在）
- 延床面積 - 513.44平方メートル

### 久美浜図書室
歴史

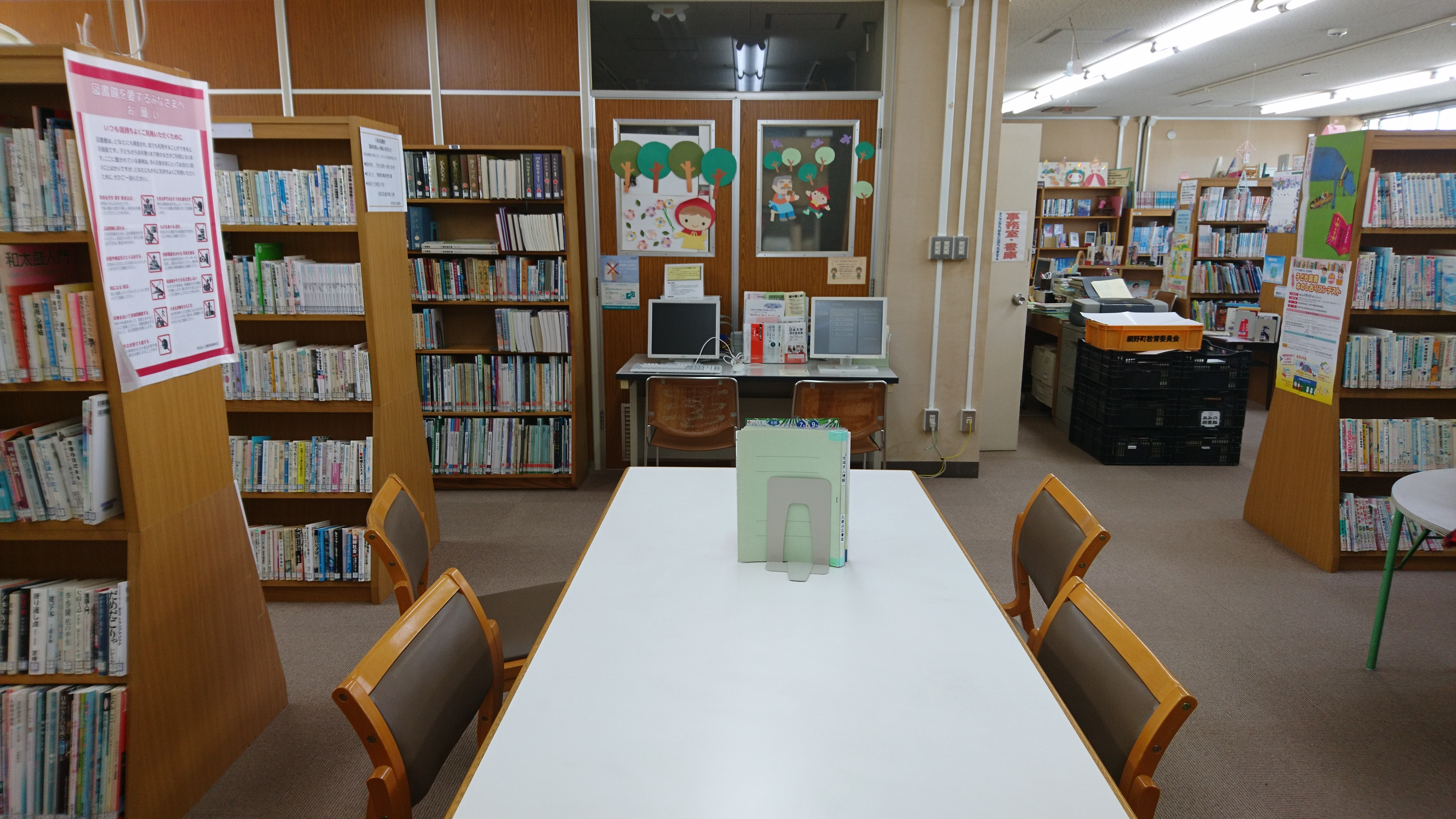
2019年6月までの久美浜図書室（旧）

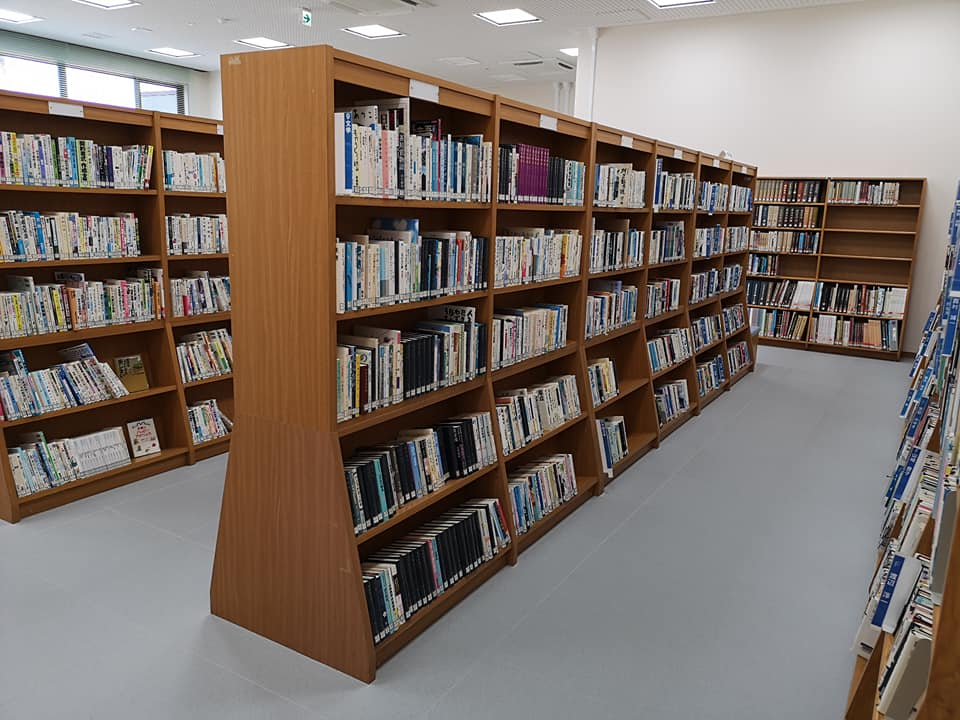
2019年8月2日開館の久美浜図書室（新）

1991年（平成3年）7月、熊野郡久美浜町に久美浜町教育委員会図書室が開室。2004年（平成16年）4月1日、京丹後市の発足に伴って京丹後市立久美浜図書室に改称した。建物の老朽化に伴う移転準備のため、2019年（令和元年）6月末に臨時休館。
2019年（令和元年）8月2日、久美浜図書室が京丹後市久美浜庁舎1階に移転。車いすやベビーカー利用者も直接本棚を利用できるように、通路幅が従来より大幅に広くなり、「おはなしの部屋」が新設された。
特色
学校の夏休み中は開館時間を早めるなど子どもの読書支援に注力しており、毎月第3日曜日には読み聞かせ会を開催している。
基本情報
- 〒629-3410 京都府京丹後市久美浜町814番地 京丹後市久美浜庁舎1階
- アクセス - 京都丹後鉄道宮豊線久美浜駅から徒歩2分。
- 開館時間 - 火曜日～日曜日は10時00分～18時00分、祝日は10時00分～18時00分
- 休館日 - 月曜日
- 所蔵点数 - 28,829点（2019年8月1日現在）
- 延床面積 - 215.1平方メートル